# Flughafen Williams Lake

i7
i11
i13
Der Flughafen Williams Lake (IATA-Code: YWL, ICAO-Code: CYWL) ist ein Regionalflughafen in der kanadischen Provinz British Columbia. Der Flughafen ist ganzjährig 24 Stunden rund um die Uhr geöffnet. Er liegt in der Zeitzone UTC-8 (DST-7).

## Geschichte
Der Flughafen wurde 1956 eröffnet. Nachdem lange Zeit Transport Canada der Betreiber war, wurde 1997 die Stadt Williams Lake Betreiber des Flughafens. Eigentümer ist jedoch weiterhin Transport Canada.

## Start- und Landebahn
Navigations- und Landehilfen: VOR NDB, PAPI, ODALS,
- Landebahn 11/29, Länge 2133 m, Breite 45 m, Asphalt[2]

## Service
Am Flughafen sind folgende Flugbenzinsorten erhältlich:
- AvGas  (100LL)
- Kerosin (Jet A)

## Flugverbindungen
Der Flughafen wird angeflogen von Central Mountain Air, Pacific Coastal Airlines, Arduini Helicopters Ltd., Lawrence Aviation, Sharp Wings Ltd.
Central Mountain Air bzw. Pacific Coastal Airlines unterhalten von hier z. B. Verbindungen nach Vancouver.